# دیدیه بورکتر
دیدیه بورکتر (فرانسوی: Didier Burkhalter‎؛ زادهٔ ۱۷ آوریل ۱۹۶۰) سیاست‌مدار اهل سوئیس است.
وی از سال ۲۰۱۲ تا ۲۰۱۷ وزیر امورخاجه سوئیس، در سال ۲۰۱۴ رئیس‌جمهور سوئیس، از سال ۲۰۰۹ تا ۲۰۱۱ وزیر کشور سوئیس، از سال ۲۰۰۹ تا ۲۰۱۷ عضو شورای فدرال (سوئیس) و در سال ۲۰۱۴ رئیس سازمان امنیت و همکاری اروپا بوده است.